# Petreu
Petreu (en hongrois : Monospetri) est un village de Roumanie situé dans le Județ de Bihor en Transylvanie, à l'ouest de Marghita. Administrativement, elle fait partie de la commune d'Abrămuț.

## Personnalités nées à Petreu
- János Kristófi (1925-2014), peintre